# Verano en Venecia
Verano en Venecia foi uma telenovela colombiana produzida e transmitida pela RCN Televisión entre 20 de abril e 24 de novembro de 2009.
Foi protagonizada por Silvia de Dios e Abel Rodríguez e antagonizada por Claudia Moreno, Jackeline Arenal, María Teresa Barreto e Ricardo Leguizamo.

## Elenco
- Silvia de Dios - Roselia "Rossy" Romero
- Abel Rodríguez  - Miguel Tirado
- Claudia Moreno - Leticia Toledo
- Jairo Camargo - Vicente Perico
- Carla Giraldo - Manuela Tirado Toledo
- Ricardo Leguizamo - Ángel Vergara / Franklin Campoamor / Mariano Soler
- Jackeline Arenal - Amanda Regueros
- Bernardo García - 'Marcos Tolima
- Julieth Restrepo - Amatista Ferreira Romero
- Juan Fernando Sánchez - Camilo Tirado Toledo
- Helena Mallarino - Maria Eugenia Sáenz "Mariú"
- Juan Angel - Jesús
- Andreah Patapi - Jennifer Gómez Romero
- Jorge Herrera - Padre René Cabrera
- Germán "Tuto" Patiño - Elvis Narciso Romero
- Santiago Gómez - Simón Tirado Toledo
- María Teresa Barreto - Luz Divina
- Héctor García - Virgelino Quinche
- Salomé Quintero - Sarita
- Sandra Hernández - Rossy Romero (Jovem)
- Alejandra Sandoval - Leticia Toledo (Jovem)
- Juan Manuel Lenis - Miguel Tirado (Jovem)
- Mónica Uribe - Lorena
- Margarita Rosa Arias - Florencia
- Ana María Aguilera - Amiga de Amatista
- Astrid Junguito - Mãe de Franklin / Ángel / Mariano
- Erika Glasser - Cindy
- Fernando Peñuela - Advogado dos Toledo
- Toto Vega
- Óscar Salazar
- Javier Sáenz
- Argemiro Castiblanco
- Alberto Saavedra
- Fabio Camero
- Manuel Pachón
- Ricardo Saldarriaga
- Jhonatan Cabrera
- Diana Santamaría
- Víctor Hugo Morant
- Clara Estrada - Patricia